# Ugovor o pomorskom razgraničenju između Zelenortske Republike i Mauretanije
Ugovor o pomorskom razgraničenju između Zelenortske Republike i Mauretanije je ugovor između Zelenortske Republike i Mauretanije u kojem su dvije države pristale na razgraničenje svojih morskih granica.
Ugovor je potpisan u Praiji 19. rujna 2003., a Zelenortska Republika ga je ratificirala 23. travnja 2004. Granica je duga oko 160 km, a protežže se otprilike u smjeru sjever-jug; ugovor je definira u izričitim pomorskim segmentima koristeći 18 specifičnih točaka.
Službeni naziv ugovora je Ugovor o razgraničenju pomorske granice između Islamske Republike Mauritanije i Zelenortske Republike.

## Vanjske poveznice
- Puni tekst ugovora